# Confrontos entre Boca Juniors e Corinthians no futebol
Boca Juniors e Corinthians são dois clubes que disputam um dos grandes confrontos do futebol sul-americano.

## Introdução
Fatos históricos marcam a disputa entre as duas equipes, em momentos decisivos como as finais da Libertadores 2012, em três fases eliminatórias da própria Libertadores (1991, 2013 e 2022), e na primeira fase da Copa Mercosul de 2000.
Outra atração do clássico é a disputa pertinente ao tamanho das torcidas, pois os clubes estão entre os mais populares da América do Sul, totalizando algo próximo de 45 milhões de torcedores.

## História
Em torneios oficiais, Boca Juniors e Corinthians disputaram doze confrontos. São dez partidas pela Copa Libertadores (1991, 2012, 2013 e 2022) e duas pela primeira fase Copa Mercosul de 2000. Com duas vitórias alvinegra, mas que valeu o título mais importante do continente. Em torneios não-oficiais foram 7 confrontos, com 3 vitórias alvinegras e 3 vitórias xeneizes.
Na Libertadores-1991, embora o time paulista fosse o campeão brasileiro, foi eliminado pelo clube argentino. Nos dois jogos, o zagueiro Guinei falhou em lances de gols da equipe argentina. Ele ficou marcado negativamente e após o torneio foi dispensado. Mas, apesar de contar com o atacante Batistusta, o Boca não estava entre os mais fortes do torneio sul-americano e caiu na semifinal.
Já em 2000, embora o Corinthians tivesse jogadores de destaque, como Ricardinho, Marcelinho e Luizão, a equipe passou por um momento ruim no segundo semestre e não foi bem nas duas competições que disputou: Copa Mercosul e Copa João Havelange. No torneio continental os jogos contra o Boca, foram válidos pela primeira fase. Na Argentina, o time alvinegro foi goleado por 3-0. No Brasil, empatou no último minuto em 2-2 após estar perdendo por 2-0.
Na Libertadores-2012, o Corinthians disputou sua primeira final contra a décima do Boca Juniors. O rival tinha o veterano meio-campista Riquelme, 34 anos, com três títulos do torneio pelo clube argentino --dois contra brasileiros. Era a única estrela da decisão, mas passou em branco: sem gols e sem assistências. O Timão empatou o primeiro duelo na Bombonera (1-1) e venceu no Pacaembu (2-0). Derrubou o tradicional rival e faturou o primeiro título continental.

## Estádios
O Boca Juniors possui a mística La Bombonera, que foi inaugurada em 25 de maio de 1940, sua capacidade atual é para 49.000 pessoas. O campo segue as medidas mínimas permitidas pela FIFA (105m x 68m). O Corinthians possui dois estádios, o Parque São Jorge com capacidade de 18.000 pessoas, e a moderna e luxuosa Arena Corinthians com capacidade para 47.605 espectadores.

## Ídolos
- Domingos da Guia jogou 56 partidas pelo Boca Juniors e 116 partidas pelo Corinthians, sendo ídolo do clube argentino na década de 30, e referência da equipe brasileira na década de 40.
- Carlos Tévez ou simplesmente Carlitos,  jogou 110 jogos pelo Boca Juniors de 2001 a 2004, marcando 38 gols, pelo Corinthians foram 78 partidas, anotando 46 gols, durante os anos 2005 e 2006.

## Jogos decisivos
Em decisões
- Em 1956, o Corinthians sagrou-se campeão da Copa do Atlântico de Clubes, sobre o Boca Juniors, a partida da grande final não aconteceu, pois o clube argentino desistiu da disputa.
- Em 2012, o Corinthians sagrou-se campeão da Copa Libertadores da América pela primeira vez, vencendo o Boca Juniors na grande final.

Em mata-matas
- Em 1991, o Boca Juniors eliminou o Corinthians nas oitavas de final da Copa Libertadores da América.
- Em 2013, o Boca Juniors eliminou o Corinthians nas oitavas de final da Copa Libertadores da América.
- Em 2022, o Corinthians eliminou o Boca Juniors nas oitavas de final da Copa Libertadores da América.

## Copa Libertadores
Abaixo todas as partidas na Copa Libertadores, o nome do clube em negrito indica a vitória.
| #  | Data                  | Rodada            | Rodada    | Estádio           | Mandante     | Visitante    | Resultado         | Gols (M)                                | Gols (V)        |
| -- | --------------------- | ----------------- | --------- | ----------------- | ------------ | ------------ | ----------------- | --------------------------------------- | --------------- |
| 1  | 17/04/1991 24/04/1991 | Oitavas-de-finais | Ida       | La Bombonera      | Boca Juniors | Corinthians  | 3 - 1             | Graciani (11), Batistuta (43 p.) e (84) | Giba (38)       |
| 2  | 17/04/1991 24/04/1991 | Oitavas-de-finais | Volta     | Morumbi           | Corinthians  | Boca Juniors | 1 - 1             | Paulo Sergio (76)                       | Graciani (63)   |
| 3  | 27/06/2012 04/07/2012 | Final             | Ida       | La Bombonera      | Boca Juniors | Corinthians  | 1 - 1             | Roncaglia (72)                          | Romarinho (84)  |
| 4  | 27/06/2012 04/07/2012 | Final             | Volta     | Pacaembu          | Corinthians  | Boca Juniors | 2 - 0             | Emerson Sheik (53) e (72)               | -               |
| 5  | 01/05/2013 15/05/2013 | Oitavas-de-finais | Ida       | La Bombonera      | Boca Juniors | Corinthians  | 1 - 0             | Blandi (58)                             | -               |
| 6  | 01/05/2013 15/05/2013 | Oitavas-de-finais | Volta     | Pacaembu          | Corinthians  | Boca Juniors | 1 - 1             | Paulinho (50)                           | Riquelme (25)   |
| 7  | 26/04/2022 17/05/2022 | Fase de grupos    | 3ª rodada | Neo Química Arena | Corinthians  | Boca Juniors | 2 - 0             | Maycon (5) e (78)                       | -               |
| 8  | 26/04/2022 17/05/2022 | Fase de grupos    | 5ª rodada | La Bombonera      | Boca Juniors | Corinthians  | 1 - 1             | Benedetto (42)                          | Du Queiroz (16) |
| 9  | 28/06/2022 05/07/2022 | Oitavas-de-finais | Ida       | Neo Química Arena | Corinthians  | Boca Juniors | 0 - 0             | -                                       | -               |
| 10 | 28/06/2022 05/07/2022 | Oitavas-de-finais | Volta     | La Bombonera      | Boca Juniors | Corinthians  | 0 (5) - (6) 0 pen | -                                       | -               |

## Arbitragem polêmica
Em 2013, o paraguaio Carlos Amarilla apitou o jogo de volta entre Corinthians e Boca Juniors, pela fase final da Libertadores da América, no Estádio do Pacaembu. Depois da vitória argentina na primeira partida por 1 a 0, o Corinthians teve dois pênaltis não marcados, dois gols mal anulados e acabou eliminado após o empate por 1 a 1 em São Paulo. Entre as suspeitas, está a possível influência de Grondona na indicação do árbitro Carlos Amarilla para o referido duelo entre Corinthians e Boca Juniors, em jogo recheado de polêmicas.

## Todos os confrontos
| Lista de Jogos          |               |             |                |                               |                             |              |
| Data                    | Time mandante | Placar      | Time visitante | Competição                    | Estádio                     | Local        |
| 10 de fevereiro de 1935 | Corinthians   | 2 x 0       | Boca Juniors   | Jogo amistoso                 | Parque São Jorge            | São Paulo    |
| 08 de janeiro de 1947   | Corinthians   | 2 x 6       | Boca Juniors   | Jogo amistoso                 | Estádio do Pacaembu         | São Paulo    |
| 25 de janeiro de 1948   | Corinthians   | 1 x 1       | Boca Juniors   | Jogo amistoso                 | Estádio do Pacaembu         | São Paulo    |
| 27 de março de 1956     | Corinthians   | 4 x 1       | Boca Juniors   | Torneio Roberto Gomes Pedrosa | Estádio do Pacaembu         | São Paulo    |
| 21 de janeiro de 1961   | Boca Juniors  | 3 x 4       | Corinthians    | Torneio Octogonal             | La Bombonera                | Buenos Aires |
| 11 de junho de 1961     | Boca Juniors  | 5 x 0       | Corinthians    | Jogo amistoso                 | La Bombonera                | Buenos Aires |
| 17 de abril de 1991     | Boca Juniors  | 3 x 1       | Corinthians    | Copa Libertadores da América  | La Bombonera                | Buenos Aires |
| 24 de abril de 1991     | Corinthians   | 1 x 1       | Boca Juniors   | Copa Libertadores da América  | Estádio do Morumbi          | São Paulo    |
| 14 de agosto de 1999    | Boca Juniors  | 2 x 0       | Corinthians    | Troféu Teresa Herrera         | Estádio Municipal de Riazor | Corunha      |
| 09 de agosto de 2000    | Boca Juniors  | 3 x 0       | Corinthians    | Copa Mercosul                 | La Bombonera                | Buenos Aires |
| 19 de setembro de 2000  | Corinthians   | 2 x 2       | Boca Juniors   | Copa Mercosul                 | Estádio do Pacaembu         | São Paulo    |
| 27 de junho de 2012     | Boca Juniors  | 1 x 1       | Corinthians    | Copa Libertadores da América  | La Bombonera                | Buenos Aires |
| 04 de julho de 2012     | Corinthians   | 2 x 0       | Boca Juniors   | Copa Libertadores da América  | Estádio do Pacaembu         | São Paulo    |
| 01 de maio de 2013      | Boca Juniors  | 1 x 0       | Corinthians    | Copa Libertadores da América  | La Bombonera                | Buenos Aires |
| 15 de maio de 2013      | Corinthians   | 1 x 1       | Boca Juniors   | Copa Libertadores da América  | Estádio do Pacaembu         | São Paulo    |
| 26 de abril de 2022     | Corinthians   | 2 x 0       | Boca Juniors   | Copa Libertadores da América  | Neo Química Arena           | São Paulo    |
| 17 de maio de 2022      | Boca Juniors  | 1 x 1       | Corinthians    | Copa Libertadores da América  | La Bombonera                | Buenos Aires |
| 28 de junho de 2022     | Corinthians   | 0 x 0       | Boca Juniors   | Copa Libertadores da América  | Neo Química Arena           | São Paulo    |
| 05 de julho de 2022     | Boca Juniors  | 0(5) x (6)0 | Corinthians    | Copa Libertadores da América  | La Bombonera                | Buenos Aires |